# بروس مكولوتش
بروس مكولوتش هو كاتب سيناريو ومخرج وممثل كندي، ولد في 12 مايو 1961 بإدمونتون في كندا.

## أعمال

### أفلام
- (2002) سرقة هارفارد
- (2018) سوبر تروبرس 2

### مسلسلات
- بنات غيلمور

## وصلات خارجية
- بروس مكولوتش على موقع IMDb (الإنجليزية)
- بروس مكولوتش على موقع ألو سيني (الفرنسية)
- بروس مكولوتش على موقع ميوزك برينز (الإنجليزية)
- بروس مكولوتش على موقع أول موفي (الإنجليزية)
- بروس مكولوتش على موقع قاعدة بيانات الأفلام السويدية (السويدية)
- بروس مكولوتش على موقع إن إن دي بي (الإنجليزية)
- بروس مكولوتش على موقع أول ميوزيك (الإنجليزية)
- بروس مكولوتش على موقع ديسكوغز (الإنجليزية)
- بروس مكولوتش على موقع قاعدة بيانات الفيلم (الإنجليزية)
- بروس مكولوتش على موقع كينوبويسك (الروسية)